# Сквер Эмира Тимура (станция метро)
«Сквер Амира Тимура» (узб. Amir Temur xiyoboni) — станция Ташкентского метрополитена.
Пущена в эксплуатацию 6 ноября 1977 года в составе первого участка  Чиланзарской линии: «Сабир Рахимов» — «Октябрьской Революции».
Расположена между станциями: «Площадь Независимости» и «Хамида Алимджана».

## История
До 1 мая 1992 станция называлась «Октябрьской Революции» (узб. Октябрь инкилоби), после была переименована в «Центральный сквер» (узб. Марказий хиёбони).
Современное название станция получила 1 августа 1993 года.
Названа по скверу «Амира Тимура», находящегося вблизи станции.

## Характеристика
При проектировании и строительстве станции использован сборный железобетон. 
Станция : колонная, трехпролётная, мелкого заложения с двумя подземными вестибюлями, совмещёнными с пешеходными подземными переходами.
На станции два перехода на Юнусабадскую линию станцию «Юнуса Раджаби»: один в вестибюле станции, другой пешеходный тоннель прямо с платформы станции.

## Оформление
Плиты перекрытия скрыты за подвесным потолком, светильники установлены в ригелях-балках. 
Облицовка колон станции выполнена белым нуратинским мрамором, стены путевого тоннеля — красноватым газганским мрамором. Пол станции отделан гранитом серого и чёрного цвета.
Ранее на стенах путевого тоннеля имелись панно из чеканной меди выполненные скульпторами: В. Луневым и Л. Рябцевым, но видимо из-за тематики панно (революционная тема), после провозглашения независимости, они были демонтированы.